# John Fashanu
John Fashanu [uitspraak: fɛʃ'ɑnuː ; 'fesjanoe'] (Kensington, 18 september 1962) is een Engels televisiepresentator en voormalig betaald voetballer van Nigeriaanse afkomst. Hij speelde als centrumspits.
Fashanu was een cultfiguur van Wimbledon, waarmee hij de FA Cup won in 1988. In acht seizoenen Wimbledon scoorde hij 107 competitiedoelpunten. Fashanu speelde meer dan 250 competitiewedstrijden voor de club. In 1995 zette hij een punt achter zijn loopbaan, die begon bij Norwich City, bij Aston Villa in de Premier League.
Hij is de jongere broer van Justin Fashanu, die op 3 mei 1998 zelfmoord pleegde nadat hij op 22 oktober 1990 als eerste Britse voetballer een coming out als homoseksueel had gedaan.

## Clubcarrière

### Norwich City
Fashanu is de zoon van Patrick Fashanu, een Nigeriaanse advocaat, en Pearl Gopal, een verpleegster uit Brits-Guiana. Hij behoort tot het volk van de Yoruba. Nadat hun ouders scheidden, werd hij met zijn oudere broer Justin opgevoed in een tehuis, Barnardo's. De aanvaller kwam als 16-jarige uit de jeugd van Norwich City. Echter speelde hij zelden. John slaagde niet bij Norwich City, maar Justin wel. In 1982 scoorde de aanvaller 15 keer uit 11 competitiewedstrijden voor het Nieuw-Zeelandse Miramar Rangers, dat hem huurde van Norwich City. Hij werd zonder succes uitgeleend aan tweedeklasser Crystal Palace in 1983.

### Lincoln City
In 1983 belandde Fashanu bij Lincoln City, waar hij elf keer scoorde uit 36 wedstrijden.

### Millwall
In 1984 verhuisde hij naar tweedeklasser Millwall (derdeklasser in zijn eerste seizoen), waar hij 50 wedstrijden speelde en twaalf keer scoorde. Door de Millwall-fans werd hij liefkozend Fash (the Bash) genoemd.

### Wimbledon
In 1986 werd hij ingelijfd door Wimbledon, pas uitkomend in de toenmalige First Division. In 1988 won hij de FA Cup met Wimbledon tegen het op papier veel sterkere Liverpool van speler-coach Kenny Dalglish en sterspelers als John Barnes, John Aldridge en Peter Beardsley, dat vele prijzen won eind jaren 80. Wimbledon, met (toekomstig) filmacteur Vinnie Jones, versloeg dat sterrenensemble met 1–0. De Noord-Ierse middenvelder Lawrie Sanchez maakte het kopbaldoelpunt na 37 minuten op een vrije schop van Dennis Wise. Het winnen van de FA Cup in 1988 was dé triomf uit zijn loopbaan en was bovendien de enige trofee voor cultfiguur Fashanu.
Fashanu de voetballer, de afwijzing van zijn broer sinds 1990 daar gelaten, scoorde niet alleen doelpunten. Hij was berucht om zijn kracht en vaak agressieve spel. Fashanu gaf een elleboogstoot aan Tottenham-aanvoerder Gary Mabbutt op 24 november 1993. Mabbutt liep hierbij een schedelfractuur op en diende daarna wekenlang met een beschermend masker te spelen. Fashanu speelde bij Wimbledon twee seizoenen samen met aanvaller Dean Holdsworth, die ook goed bij schot was en vaak meer dan 15 doelpunten per seizoen scoorde. Wimbledon werd in die periode The Crazy Gang genoemd. Hij scoorde zeventien doelpunten voor Wimbledon in de Premier League vanaf het seizoen 1992/1993.

### Aston Villa
Fashanu verliet Wimbledon in de zomer van 1994 en verhuisde voor € 1.620.000 ,- naar Aston Villa, waar coach "Big" Ron Atkinson in november 1994 werd ontslagen. Hij speelde minder onder diens vervanger Brian Little. In de lente van 1995 werd Fashanu schuldig bevonden aan matchfixing. Liverpool-doelman Bruce Grobbelaar, de Nederlandse Wimbledon-doelman Hans Segers en hijzelf werden gearresteerd voor feiten tussen 1991 en 1995. Ze moesten een riante boete betalen, maar werden vrijgelaten. In 2003 waren er opnieuw aantijgingen, zonder gevolg. Na het seizoen 1994/1995, waarin Blackburn Rovers landskampioen werd onder Kenny Dalglish, stopte hij met voetballen. Fashanu was amper 32 jaar toen hij de sport definitief vaarwel zei als gevolg van een blessure aan de knie.

## Interlandcarrière
Fashanu speelde twee interlands in het Engels voetbalelftal onder Sir Bobby Robson, tegen Chili en Schotland. Beide interlands dateren van eind mei 1989.

## Erelijst
Wimbledon FC
- FA Cup

1988

## Later leven
Fashanu presenteerde deels gedurende zijn loopbaan het spelprogramma Gladiator, dat werd uitgezonden op de zender ITV van 1992 tot 2000.
Fashanu is sinds de nadagen van zijn loopbaan televisiepresentator en presenteerde op de Engelse én Nigeriaanse televisie. In Nigeria presenteerde Fashanu het spelprogramma Deal or No Deal. Fashanu presenteerde van 2003 tot 2004 een voetbaltalkshow genaamd Fash FC op de zender Bravo. In 2006 speelde hij een bijrol als 'DJ Fash' in de film Johnny Was met ex-Wimbledon-ploegmakker Vinnie Jones.
John Fashanu deed, weliswaar openhartig, een ernstige en zeer gevoelige uitspraak over de vertroebelde relatie tussen hem en zijn broer na diens coming out [binnen de taboesfeer van de voetbalwereld]: "Hij was het enige lichtpunt in mijn leven, hij werd mijn grootste vijand", in de Britse krant The Guardian. Hij werd ervan verdacht zijn broer £ 75.000 te hebben aangeboden om zijn seksuele geaardheid te verzwijgen. Dit gaf hij later toe. De zaak-Fashanu zette Engeland, de homobeweging wereldwijd én de voetbalwereld op zijn kop.